# Аметистов, Эрнест Михайлович
Эрне́ст Миха́йлович Амети́стов (17 мая 1934, Ленинград — 7 сентября 1998, Москва) — российский юрист, профессор международного права, специалист по государственному праву. Судья Конституционного суда РФ в 1991—1998 годах. Один из основателей общества «Мемориал», участник Московской Хельсинкской группы.

## Семья
Отец, Михаил Евгеньевич Аметистов, журналист и поэт. Мать — Раиса Соломоновна Иткина, редактор. Дед по отцу, Евгений Васильевич Аметистов, был священнослужителем Русской православной церкви, затем архиереем «обновленческой» церкви в Петрозаводске, расстрелян в 1938 году. Крестил ребёнка с православным именем Эраст (отец назвал будущего судью Эрнстом — в честь немецкого коммуниста Тельмана; в 1950 году после выдачи паспорта имя стало писаться «Эрнест»).

## Образование
Школьные годы провел в Караганде, Воронеже, Краснодаре. В 1958 году окончил юридический факультет МГУ. Дипломная работа по криминалистике: «Оставление следов преступником при выстреле из самодельного или намеренно испорченного оружия».

## Учёный-юрист
Был редактором в издательствах «Юридическая литература» и «Международные отношения». С 1966 года работал сначала в Институте международного рабочего движения АН СССР, затем ведущий научный сотрудник во Всесоюзном НИИ советского государственного строительства и законодательства. В 1971 году защитил кандидатскую диссертацию по вопросам нормативной деятельности Международной организации труда, в 1984 году — докторскую диссертацию по проблемам соотношения международного и внутригосударственного права, реализации норм международного права в национальном законодательстве. Автор более 140 научных работ.
Участвовал в работе над проектом закона о международных договорах в 1978 году. Был в числе юристов, благодаря которым в законопроект удалось внести норму о приоритете международного права над внутренним законодательством (это была принципиальная позиция, прежде он придерживался в своей научной деятельности). Однако из окончательного текста документа эта норма была исключена.
Был «невыездным», то есть ему были запрещены поездки в «капиталистические» государства. В 1986 году в знак протеста против очередного немотивированного отказа отослал свой партийный билет в ЦК КПСС, добиваясь честного и открытого разбирательства. За этот поступок был исключен из партии райкомом КПСС. В 1988 году восстановлен Московским горкомом КПСС. В начале 1991 года вышел из партии.
Участвовал в подготовке законопроектов о чрезвычайном положении, о Конституционном суде. В 1990—1991 годах — эксперт Конституционной комиссии РФ.

## Политическая и общественная деятельность
Был членом клуба «Демократическая перестройка», один из организаторов общества «Мемориал», член Московской Хельсинкской группы, участник многих международных конференций и семинаров по проблемам правозащитной деятельности. Являлся членом Общественной комиссии по международному гуманитарному сотрудничеству и правам человека при Советском комитете за европейскую безопасность и сотрудничество, председателем комиссии «Правовая культура» в составе советско-американского фонда «Культурная инициатива».
В 1990 году был кандидатом в народные депутаты России (занял второе место в Краснопресненском избирательном округе Москвы). Выступал за то, чтобы отечественное законодательство о правах и свободах граждан полностью соответствовали международным нормам о правах человека. За предоставление гражданам права на обжалование в суде любых нарушений их прав и свобод. За введение поста Народного защитника (аналога современного Уполномоченного по правам человека).
В 1991 году по заданию МИД СССР работал в структурах Европейского сообщества (Совет Европы) над вопросами предоставления СССР гуманитарной помощи.

## Судья Конституционного суда
Кандидатом в члены Конституционного суда был выдвинут депутатской группой «Объединенная фракция Социал-демократической и Республиканской партий Российской Федерации». При обсуждении кандидатов на должности членов Конституционного суда в комитетах и комиссиях ВС получил наивысший рейтинг. Избран членом Конституционного суда РФ на V съезде народных депутатов РФ 30 октября 1991 года в первом туре голосования (635 голосов «за», 237 — «против»). Оставался судьёй до конца жизни.
Утверждал, что является противником вовлечения Конституционного суда в политическую деятельность.
Входил в число «меньшинства» членов Конституционного суда, которое в 1993 году выступило на стороне президента Б. Н. Ельцина. В результате в сентябре 1993 года решением большинства судей во главе с В. Д. Зорькиным его полномочия были приостановлены. Однако через несколько дней президент приостановил деятельность всего суда, который возобновил работу лишь в 1994 году.
В 1993 году был представителем Конституционного суда на Конституционном совещании, участвовал в подготовке проекта Конституции России.
Осуждал кровопролитие в Чечне, считая, что «ни одна Конституция не стоит человеческой крови». Неоднократно выступал с особыми мнениями, не соглашаясь в целом или в части с постановлениями Конституционного суда, когда считал, что они приняты большинством судей не в соответствии или в противоречии с Конституцией и российским законодательством. В среде журналистов его называли «Господин Особое мнение».
По итогам рассмотрения «чеченского дела» в Конституционном суде летом 1995 года, выступил с особым мнением по процедуре, примененной Судом, в котором заявил, что указ N 2166 должен был быть снят с рассмотрения КС, поскольку не является нормативным документом.
Ещё одно особое мнение — в связи с решением Конституционного суда, отказавшегося в ноябре 1995 года проверить конституционность закона «О выборах депутатов Государственной Думы». Аметистов заявил, что определение Суда об отказе в рассмотрении этого дела основано в большей мере на мотивах политической целесообразности, чем на критериях допустимости обращений, установленных Конституцией и законом о Конституционном суде.
По делу о сроках выборов местного самоуправления (рассматривалось в мае 1996 года) Аметистов также выступил с особым мнением, считая, что установление законом рамочных сроков проведения выборов умаляет право граждан на самостоятельное осуществление самоуправления и способствует не стимулированию, а затягиванию проведения выборов. Реальной гарантией прав граждан на самоуправление могла бы, по его мнению, стать ответственность за нарушение установленных сроков.

## Фонд Аметистова
Вдова Аметистова, учёный-юрист, профессор Ольга Николаевна Зименкова, возглавляет Центр защиты прав человека им. Э. А. Аметистова (Фонд Аметистова), созданный в 1999 году. Задача Фонда — способствовать формированию в России правового государства и гражданского общества путём распространения специальных юридических знаний и опыта в области защиты прав человека на международном и национальном уровнях. К основной аудитории Фонда относятся студенты, аспиранты и недавние выпускники юридических ВУЗов, а также студенты-журналисты, политологии, социологии. Среди слушателей Фонда имеются и сотрудники ряда правозащитных организаций.
В Фонде проводятся лекции по двум разработанным программам — «Правовое государство и конституционные основы защиты прав человека» и «Международная защита прав человека» — по содержанию соответствующим программам дополнительного образования в ВУЗах или курса по выбору.

## Основные труды
- Международное трудовое право и рабочий класс: монография. — М.: Международные отношения, 1970.
- Нарушение основных социально-экономических прав трудящихся в капиталистических странах: научно-аналитический обзор. — М.: ИНИОН, 1977. (в соавторстве с Е. В. Клиновой)
- Международные нормы о труде и законодательство европейских социалистических государств: обзор. — М.: ВНИИСЗ, 1979.
- Международная защита прав человека и их нарушения в капиталистических странах: научно-аналитический обзор. — М.: ИНИОН, 1981. (в соавторстве с Е. В. Клиновой и Е. А. Шахунянцем)
- Международное право и труд: факторы имплементации международных норм о труде. — М.: Международные отношения, 1984.
- Обеспечение прав и свобод человека в международном праве: научно-аналитический обзор. — М.: ИНИОН, 1987. (в соавторстве с Е. В. Клиновой и Б. Г. Мановым)
- Обеспечение прав и свобод человека в национальном праве: научно-аналитический обзор. — М.: ИНИОН, 1989. (в соавторстве с О. Н. Зименковой и Е. В. Клиновой)
- Joint Ventures in der UdSSR: Rechtsstatus der Personals — Правовой статус персонала совместных хозяйственных организаций в СССР. — Heidelberg: Verlag Recht und Wirtschaft GmbH. — М.: Прогресс, 1990. (совместно с Р. М. Цивилевым)
- Защита прав человека в России и США: глазами друг друга. — Нью-Йорк — М., 1993. (в соавторстве с М. Холанд)